# HNoMS Hitra
Le HNoMS Hitra est un ancien chasseur de sous-marins de la classe SC-497, le USS SC-718 de l'US Navy, transféré à la Marine royale norvégienne en octobre 1943. Il porte le nom de l'île norvégienne d'Hitra.

## Histoire
En août 1943, l'amiral américain Harold Rainsford Stark commandant de l'United States Naval Forces Europe a ordonné le transfert du SC-718 et de deux autres chasseurs, les SC-683 et SC-1061, en Grande-Bretagne. Stationnés à Miami, ils rejoignent le chantier naval de Brooklyn à New York.

Les trois bâtiments sont hissés sur le pont de trois Liberty ship (le SC-718 sur le SS Willard Hall) et partent vers une destination inconnue. En cours de trajet les équipages sont informés de leur arrivée à Belfast début octobre 1943. Débarqués des navires de transport, les trois chasseurs remontent le Firth of Clyde jusqu'à la base navale américaine de Rosnearh pour rejoindre  un groupe de marins norvégiens exilés constituant l'Unité navale norvégienne surnommé Shetland Bus du SOE. La mission des équipages américains était la formation des équipages norvégiens.

L'essentiel des matériels de lutte anti-sous-marine  ont été débarqués et des dossoirs ont été installés pour recevoir deux petits bateaux équipés en moteur silencieux. Un des deux canons Oerlikon de 20 mm de milieu de pont est remplacé par un Pom-Pom à l'arrière, et deux mitrailleuses Browning M2 de 12.7 mm sont mises sur le pont volant.

## Service
Le Hitra (SC-718) , et les Hessa (SC-683) et Vigra (SC-1061) remplacent les chalutiers militaires entre les îles Shetland et la Norvège. 

Au cours de deux dernières années de la Seconde Guerre mondiale les trois navires effectueront 114 missions en Norvège occupée sans dommage.
Après guerre, le Hitra est affecté, jusqu'en 1953, au service de la Garde côtière (Kystvakten en norvégien). Puis les trois chasseurs sont mis en flotte de réserve puis mis hors service  en 1959. Le Hitra finit ses jours à Karlskrona en Suède. Il coule un jour sur ouverture de ses vannes de fonds. 

Le directeur du Musée de la marine royale norvégienne à Horten fait renflouer l'épave puis transporté en Norvège. Après des travaux de restauration (1983-87), il devient un navire musée attaché à la base navale d'Håkonsvern proche de Bergen qui navigue toujours en été pour faire visiter les côtes norvégiennes.

## Note et référence
- (en) Cet article est partiellement ou en totalité issu de l’article de Wikipédia en anglais intitulé « HNoMS Hitra » (voir la liste des auteurs).